# YouTube TV
YouTube TV é um serviço americano de streaming de televisão que oferece TV ao vivo, vídeo sob demanda e DVR baseado em nuvem de mais de 85 redes de televisão. É propriedade do YouTube, uma subsidiária do Google, que é uma subsidiária da Alphabet Inc. A programação do YouTube TV inclui as principais redes dos Estados Unidos, como ABC, CBS, NBC, PBS, Fox, FX, AMC, CNN, Fox News, TBS, Discovery, Comedy Central e ESPN.
O YouTube TV foi lançado em 28 de fevereiro de 2017.

## História
O YouTube TV começou a ser transmitido em abril de 2017 em cinco mercados dos EUA - Nova York, Los Angeles, Chicago, Filadélfia e São Francisco. Além das redes nacionais dos EUA, o YouTube TV transmite canais pertencentes a essas redes, seus proprietários e outras empresas de mídia. Outros canais incluem CNBC, MSNBC, BBC World News, The Smithsonian Channel (um empreendimento da Showtime Networks de propriedade da ViacomCBS e do Smithsonian Institution), Sundance TV (de propriedade da AMC Networks), vários canais de esportes, Disney Channel (de propriedade da The Walt Disney Company) e BBC America (propriedade conjunta da AMC Networks e BBC Studios). Os assinantes do YouTube TV também têm acesso a filmes e programas originais do YouTube Premium (embora a assinatura deste não esteja incluída no YouTube TV).
Também em 2017, o YouTube adicionou a rede MLB e acordos regionais com o Seattle Sounders e o Los Angeles FC da Major League Soccer.
Em 14 de fevereiro de 2018, o YouTube TV começou a transmitir as redes a cabo do Turner Broadcasting System, propriedade da Time Warner (incluindo, entre outras, TBS, TNT, CNN e Cartoon Network). Além disso, o YouTube TV também anunciou um acordo para adicionar a NBA TV e a MLB Network.
O serviço se expandiu para cobrir 98% das residências dos EUA em janeiro de 2019. Em março do mesmo ano, o YouTube TV foi lançado em Glendive, em Montana, ficando disponível em todos os mercados de TV dos Estados Unidos.
Em 10 de abril de 2019, o YouTube TV adicionou nove redes de propriedade da Discovery, Inc. (que incluem Discovery Channel, Travel Channel, HGTV e Food Network). Isso levou o YouTube TV a mais de 70 canais. O Google também anunciou que acrescentaria a Oprah Winfrey Network. O preço mensal para todos os clientes aumentou cerca de 42% em relação ao preço de lançamento; e 25% em relação ao preço de março de 2018, sem penalidade disponível.
Em 29 de julho de 2019, no Television Critics Association Summer Press Tour em Pasadena, na Califórnia, o YouTube TV anunciou que assinou um acordo multianual com a PBS para permitir o transporte de transmissões ao vivo de estações membros da PBS e do PBS Kids Channel começando logo como o quarto trimestre de 2019 (um pouco antes ou depois das promessas de novembro de estações PBS selecionadas). O acordo - que é o primeiro acordo de distribuição da PBS com um distribuidor de programação de vídeo multicanal virtual (vMVPD) - permitiria às estações da PBS a opção de fornecer os sinais diretos das estações locais, se elas pudessem liberar os direitos de pelo menos 90% de sua programação, um feed dedicado exclusivo do YouTube TV em que mostra que os membros locais da PBS não podem liberar para streaming digital seria substituído por uma programação separada ou um feed nacional fornecido pela PBS que incluiria programas totalmente liberados pelo público transmissor e inserções de ID de estação localizadas (omitindo programas locais ou penhoras), e permitiria ao YouTube TV fornecer fluxos de até três estações membros da PBS em um determinado mercado.
Emissoras que escolherem para oferecer o sua principal sinal devem notificar o YouTube TV se planejam para o ar um show sem direitos de folgas, em que o serviço irá substituir o programa com um apagão ou um aviso na tela. Em 15 de dezembro de 2019, os primeiros PBS conveniados foram adicionados ao YouTube TV.
Em 20 de fevereiro de 2020, o YouTube TV fechou um acordo com a WarnerMedia para oferecer o serviço de streaming HBO, Cinemax e HBO Max como complementos.
Em 7 de maio de 2020, o YouTube TV alcançou um acordo expandido e plurianual com a ViacomCBS, que permitirá adicionar 14 canais da Viacom (BET, CMT, Comedy Central, MTV, Nickelodeon, Paramount Network, TV Land, VH1, BET Her, MTV2, Nick Jr., NickToons, TeenNick e MTV Classic), que estavam notavelmente ausentes desde o lançamento do streamer. O acordo também envolve um compromisso contínuo de distribuir os serviços de assinatura premium da ViacomCBS, incluindo o Showtime, no YouTube TV, e uma parceria estendida para distribuir o conteúdo da empresa de mídia nas plataformas mais amplas do YouTube. Oito dos canais foram adicionados em 30 de junho, levando o YouTube TV a mais de 85 canais. A adição foi acompanhada por um aumento de preço.

## Recursos
O YouTube TV oferece um serviço DVR baseado em nuvem com armazenamento ilimitado que salva as gravações por nove meses. Cada assinatura pode ser compartilhada entre seis contas e permite até três transmissões simultâneas.

## Dispositivos suportados
Os dispositivos compatíveis com YouTube TV incluem:

### Smart TVs
- Android TV
- Samsung Smart TV (apenas modelos 2016 e superiores)
- LG Smart TV (no webOS 3.0 ou superior)
- Vizio Smartcast
- Smart TV Roku
- Hisense Smart TV
- Sharp Smart TV
- Sony Smart TV
- Walton Smart TV

### Players de streaming de mídia
- Chromecast
- TV Nvidia Shield
- Players Roku
- Xbox One
- Amazon Fire TV
- Apple TV (4.ª geração e 4K)
- Playstation 4

### Móvel
- Dispositivos móveis Android
- Dispositivos móveis Apple iOS (10.x ou superior)

### Computador
- MacOS
- Windows